# Selenia (Gattung)
Selenia bildet eine Pflanzengattung in der Familie der Kreuzblütengewächse (Brassicaceae). Die fünf Arten kommen in den USA und Mexiko vor.

## Beschreibung

### Erscheinungsbild und Blätter
Die Selenia-Arten wachsen als einjährige, manchmal als winterannuelle krautige Pflanzen. Alle Pflanzenteile sind kahl. Die selten fehlenden Stängel sind aufrecht bis kriechend und unverzweigt oder in oberen Bereichen verzweigt.
Die Laubblätter sind grundständig oder grundständig rosettig und auch am Stängel verteilt angeordnet. Die gestielten Grundblätter sind ein- oder zwei- (oder drei-)fach fiederschnittig; der Blattrand des endständigen Abschnitts ist ganzrandig oder gezähnt. Die sitzenden oder kaum gestielten und nicht geöhrten Stängelblätter ähneln den Grundblättern.

### Blütenstand und Blüten
Die traubigen Blütenstände mit geraden Blütenstandsrhachis sind durchgehend mit Tragblättern versehen. Die schlanken, sparrigen bis aufsteigenden Blüten-/Fruchtstiele verlängern sich bis zur Fruchtreife beträchtlich.
Die zwittrigen Blüten sind radiärsymmetrisch und vierzählig. Die vier manchmal haltbaren, gelblichen Kelchblätter sind aufrecht bis ausgebreitet und länglich-linealisch oder länglich-lanzettlich. Die seitlichen zwei Kelchblätter sind an ihrer Basis leicht ausgesackt. Die vier gelben und genagelten Kronblätter sind spatelförmig bis zu breit verkehrt-eiförmig mit gerundeter oder ausgerandeter, selten stumpfer Spitze. Es sind zwei Kreise mit insgesamt sechs Staubblättern vorhanden. Der äußere Kreis enthält zwei kurze, der innere Kreis vier lange Staubblätter. Die Staubfäden sind an ihrer Basis nicht verbreitert. Die Staubbeutel sind linealisch, eiförmig oder länglich und selten pfeilförmig. Die einzelnen Saftdrüsen fließen zusammen. Je Fruchtknoten sind 8 bis 44 Samenanlagen vorhanden. Der ungleichmäßige, manchmal an der Basis abgeflachte Griffel mit einer Länge von 1 bis 12 Millimeter endet in einer kopfigen Narbe.

### Früchte und Samen
Die Früchte sind glatte, breit septierte, sitzende oder kurz gestielte Schoten oder Schötchen mit üblicherweise länglicher, elliptischer, rundlicher oder kugeliger, selten verkehrt-eiförmiger Form. Die dünnhäutigen bis ledrigen, bei Selenia grandis blasenförmigen Klappen sind bei fehlendem Mittelnerv undeutlich bis deutlich netzartig geädert. Der Plazentar-Rahmen ist rund oder abgeflacht. Das Septum ist vollständig entwickelt oder perforiert.
Die in ein oder zwei Reihen stehenden Samen sind kreisförmig, seitlich abgeflacht und durchgehend geflügelt. Der grob netzartige Samenmantel wird im nassen Zustand nicht schleimig. Beim Embryo ist die Lage der Wurzelanlage im Vergleich zu den Keimblättern pleurorrhiz oder seitenwurzelig (accumbent).

### Chromosomenausstattung
Die Chromosomengrundzahl beträgt x = 7, 12, 13.

## Vorkommen
Die etwa fünf Selenia-Arten besiedeln zentrale und südwestliche Regionen der USA und das nordöstliche Mexiko.

## Systematik
Die Erstbeschreibung der Gattung Selenia erfolgte 1825 durch Thomas Nuttall in Journal of the Academy of Natural Sciences of Philadelphia, Band 5, S. 132, Tafel 6.
Die Gattung Selenia gehört zur Tribus Cardamineae innerhalb der Familie der Brassicaceae.
Es gibt fünf Selenia-Arten:
- Selenia aurea Nutt.: Mit Verbreitung in den US-amerikanischen Bundesstaaten Arkansas, Kansas, Montana und Oklahoma.
- Selenia dissecta Torr. & A.Gray: Mit Verbreitung in den US-amerikanischen Bundesstaaten New Mexico und Texas sowie den mexikanischen Bundesstaaten Chihuahua, Coahuila und Nuevo León.
- Selenia geniculata Beauv.
- Selenia grandis R.F.Martin: Mit Verbreitung im US-amerikanischen Bundesstaat Texas.
- Selenia jonesii Cory: Mit Verbreitung im US-amerikanischen Bundesstaat Texas.